# Vicente Bultó Estébanez
Vicente Bultó Estébanez (Oviedo, Asturias, España, 21 de enero de 1968) es un árbitro de baloncesto español de la liga ACB. Pertenece al Comité de Árbitros de Castilla y León . Es el actual presidente de la Asociación Leonesa de Árbitros de Baloncesto.

## Trayectoria
Empezó a arbitrar en 1979, cuando tenía 11 años. A lo largo de su carrera ha participado a los Juegos Olímplicos de Atenas en 2004. También ha participado en numerosos torneos organizados por FIBA, entre los cuales destaca el Eurobasket de Madrid en 2007 y el Europeo Sub-20 en 2017.
Fue uno de los árbitros elegidos para participar en el EuroBasket 2017 que se celebró en Finlandia, Israel, Rumanía y Turquía.
Los Premios Pódium del Deporte de Castilla y León de 2019 galardonaron al árbitro internacional de baloncesto Vicente Bultó, para quien la organización de este premio reservó una mención especial.
Finaliza su carrera arbitral en la ACB en la semifinal de la SuperCopa de la Liga Endesa en el encuentro del UCAM Murcia-Unicaja de Màlaga-. El día 17 de septiembre de 2023. Tras 851 partidos oficiados.

## Temporadas
| Categoría        | País   | Año         |
| ---------------- | ------ | ----------- |
| Tercera División | España | 1979 - 1980 |
| Segunda División | España | 1980 -      |
| Primera División | España | 1985 - 1992 |
| Liga ACB         | España | 1992 - 2023 |